# Joaquín Blake

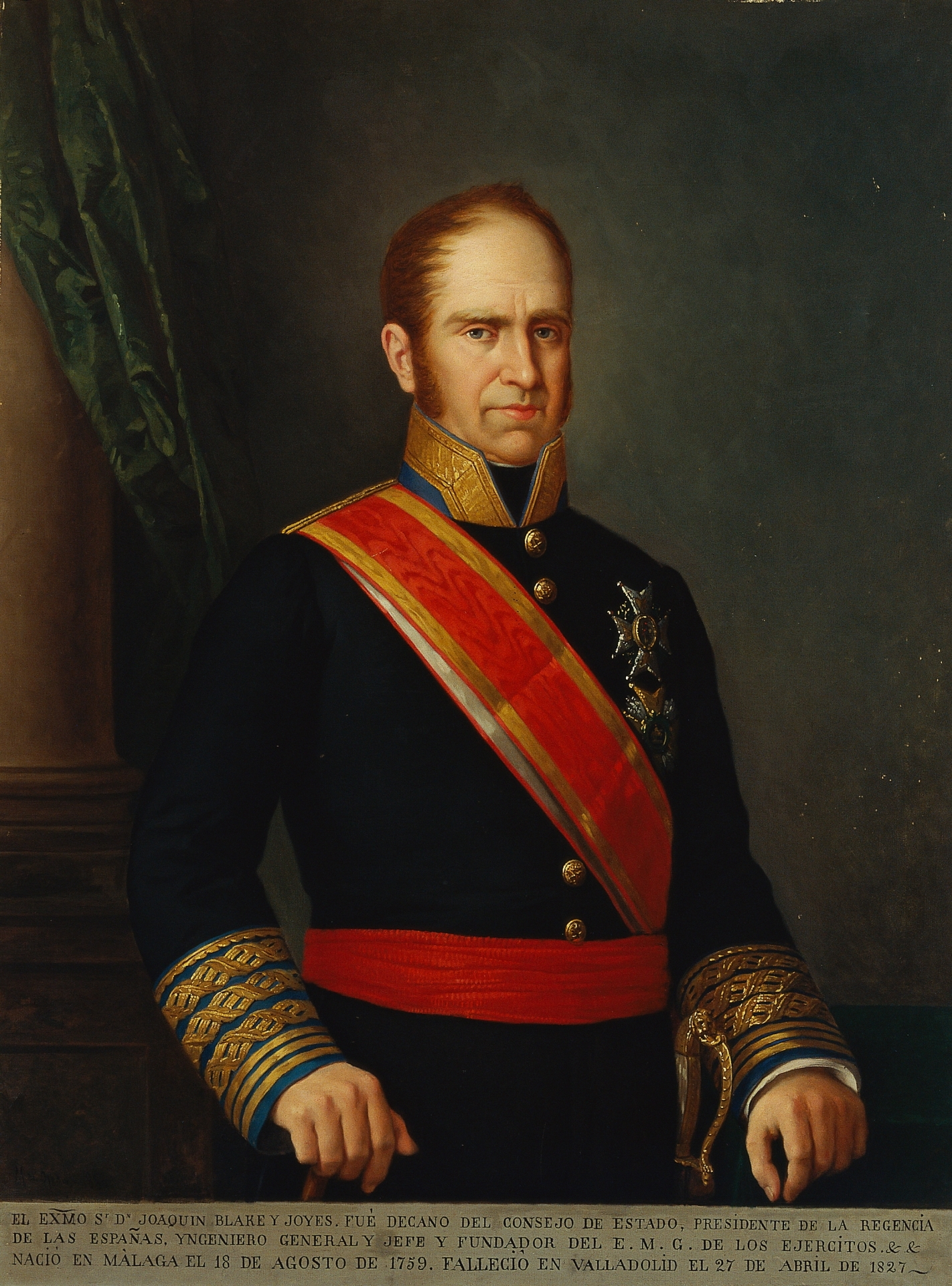
Joaquín Blake

Joaquín Blake y Joyes, född 19 augusti 1759 i Málaga, död 27 april 1827 i Valladolid, var en spansk general av irländsk börd.

## Biografi
Blake fick vid spanjorernas resning mot det franska väldet 1808 av juntan i Galicien befälet över denna provins uppbåd och blev sedermera centraljuntans general i Aragonien och Valencia. Fast han inte vann några framgångar utnämndes han i oktober 1810 jämte Pedro Agar och Gabriel Císcar av cortes till regent. Blake var en oförskräckt och hederlig soldat samt god organisatör av folkuppbåden, men saknade all politisk begåvning och föredrog därför att ta överbefälet över hären, trots att en förening av detta med regentskapet stred mot författningen. Jämte William Beresford och Francisco Javier Castaños besegrade han i slaget vid Albuera 16 maj 1811 Jean-de-Dieu Soult, skickades sedermera att försvara Valencia mot Louis Gabriel Suchet, men tvangs efter hårdnackat motstånd kapitulera i januari 1812. Blake hölls därefter till 1814 i strängt fängelse i Vincennes.